# Richard Schlösser
Richard Schlösser (* 21. März 1879 in Hannover; † 1. April 1962 ebenda) war ein deutscher Maler und Lehrer an der hannoverschen Kunstgewerbeschule.

## Leben

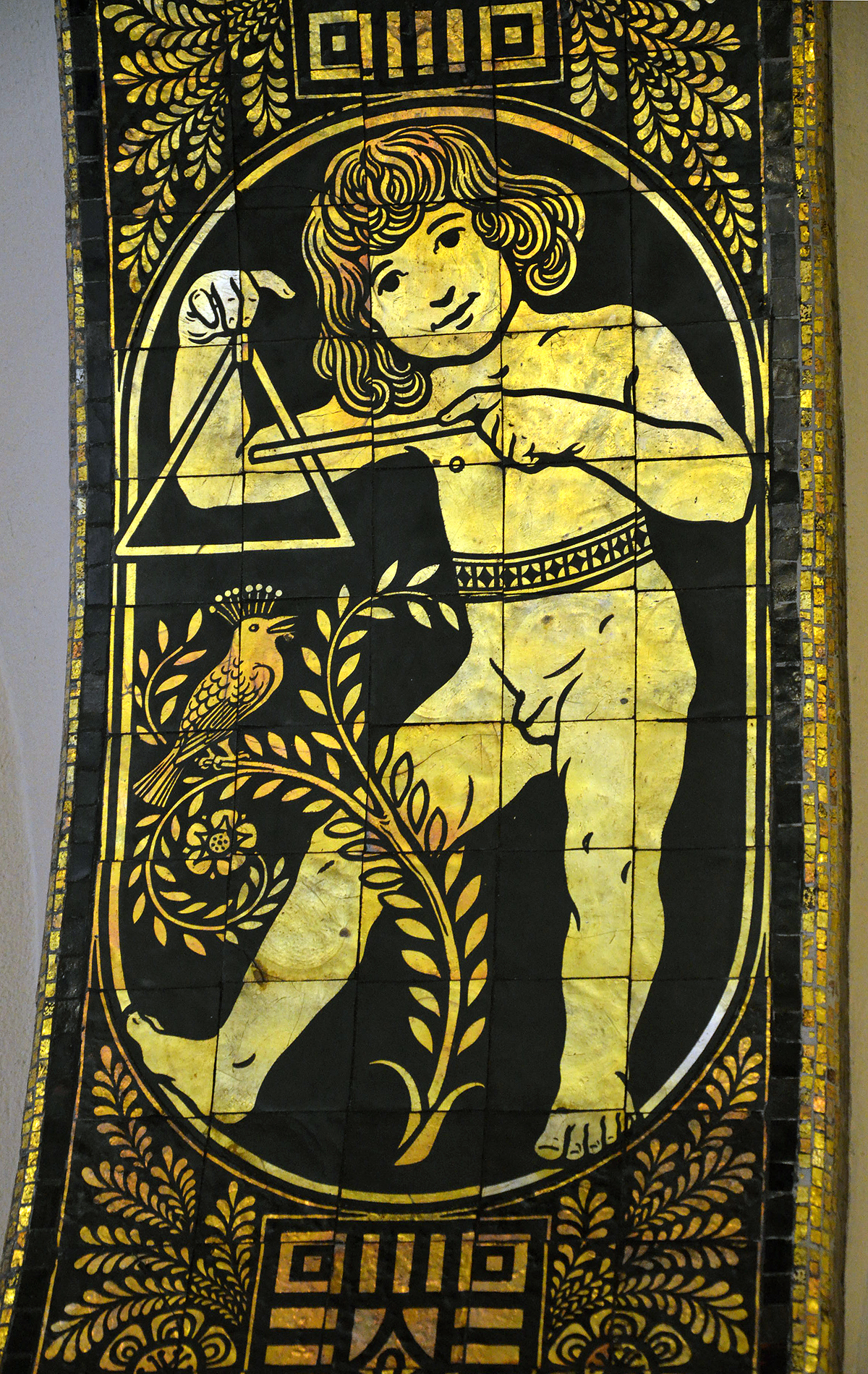
Nackter Knabe mit Triangel und Vogel musizierend, Goldmosaikbogen (Detail) im Neuen Rathaus von Hannover

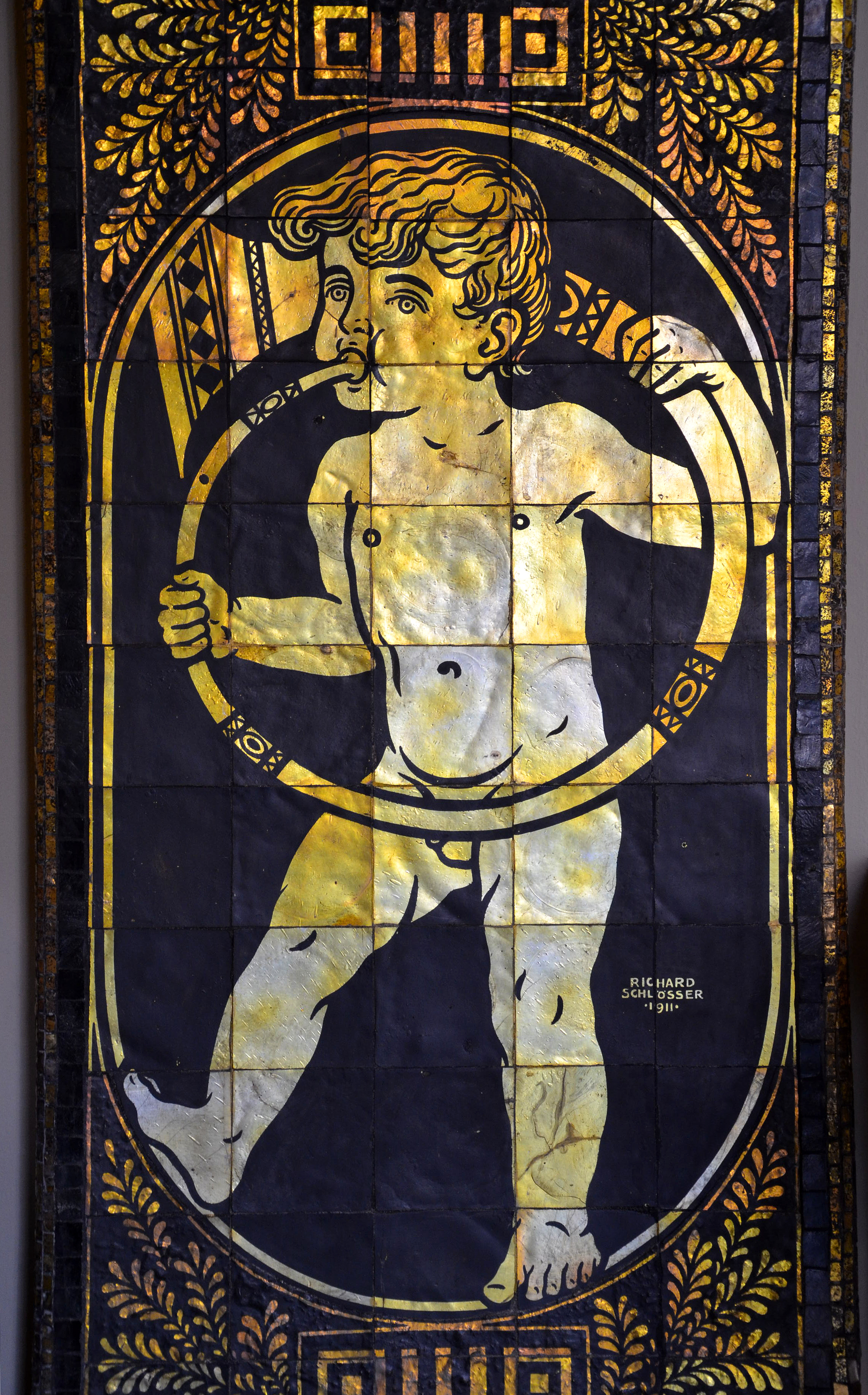
Ähnliches Mosaik, hier mit Künstlersignatur und Jahreszahl 1911

Richard Schlösser absolvierte eine Ausbildung an der hannoverschen Kunstgewerbeschule und war 1899 zunächst Schüler von Carl Bantzer und Karl Pohle, ab 1900 in Dresden Meisterschüler von Hermann Prell. Gefördert durch ein Stipendium hielt sich Schlösser 1903 in Italien auf, gefolgt von Aufenthalten in Paris und Madrid in den Jahren 1906 und 1907.
Erstmals in dem im Jahr 1906 für das Folgejahr erstellten Adreßbuch, Stadt- und Geschäftshandbuch der Königlichen Residenzstadt Hannover und der Stadt Linden auf das Jahr 1907 war Richard Schlösser als Haushaltsvorstand – und Kunstmaler – verzeichnet mit dem Wohnsitz in der Bernwardtstraße 14, Erstes Stockwerk links, und der zeitgleichen Anschrift für sein Atelier im Parterre der Güntherstraße 7 in Waldhausen. In dem Jahr wurde am 15. September 1906 Schlössers Sohn, der spätere Botaniker und Saatzuchtdirektor Ludwig Arnold Schlösser geboren.
Von 1906 bis 1933 unterrichtete Schlösser selbst als Lehrer an der Kunstgewerbeschule in Hannover. Zu seinen Schülern zählten Adolf Wissel und Kurt Schwitters.
Für den Bau des 1913 eingeweihten Neuen Rathauses in Hannover schuf Schlösser zum Thema „Geselligkeit“ bereits um 1911 die Putz- und Goldmosaikbögen in den Vorsälen zu den Festsälen in den Formen des Jugendstils.
1918 wurde Schlösser Mitglied im Verwaltungsrat des Kunstvereins Hannover und war seitdem ständiges Mitglied der Jury der Frühjahrs- und Herbstausstellungen des Vereins
Richard Schlösser starb 1962 in Hannover.

## Schriften
- Erinnerungen an die Dammstraße. In: Hannoversche Geschichtsblätter. 1953[1]

## Werke
- 1911: Putzmosaik und Goldmosaikbögen in den Vorsälen zu den Festsälen des Neuen Rathauses in Hannover[7]